# 21. zongoraverseny (Mozart)
Wolfgang Amadeus Mozart 21., C-Dúr zongoraversenye a Köchel-jegyzékben 467 szám alatt szerepel.

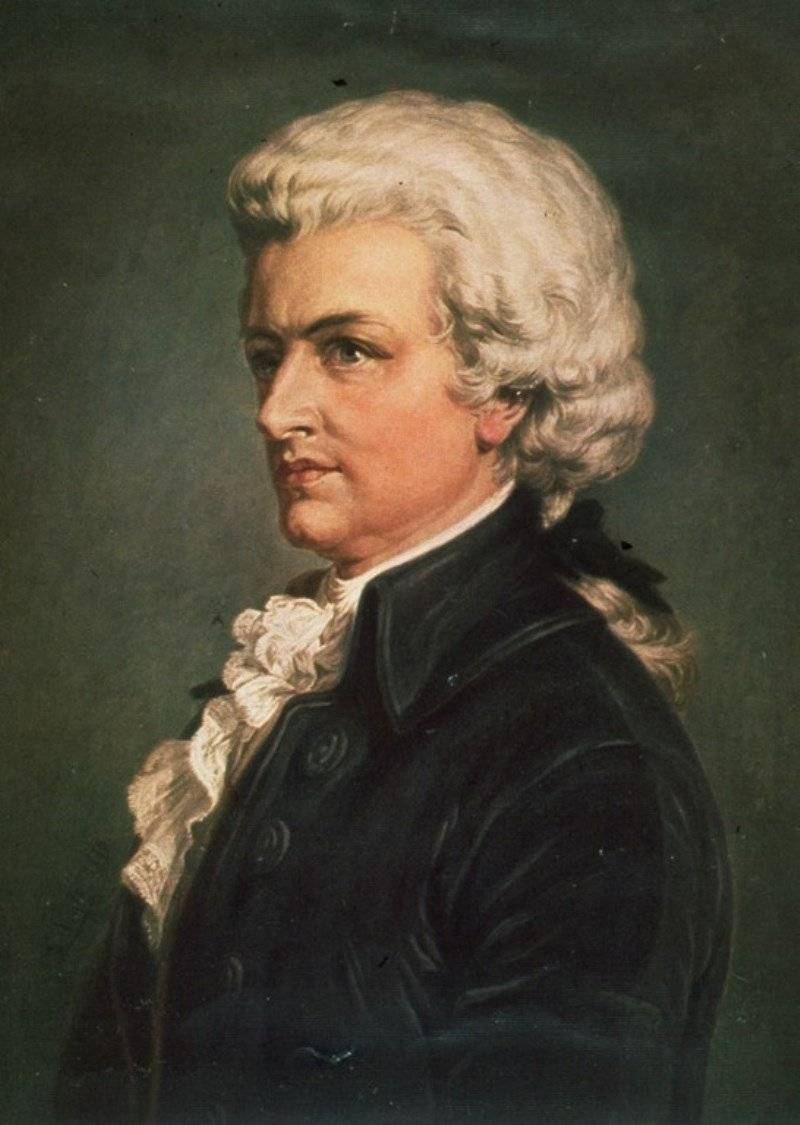

## Keletkezéstörténete
A mű 1785. március 9-én készült el, közvetlenül a d-moll versenymű bemutatója után.

## Szerkezete, jellemzői
A zenei szerkezet formai megoldása a Haydnnak ajánlott vonósnégyesek stílusára utal, amelyeket Mozart ugyancsak ez idő tájt írt. A mű a partitúra szerint zongorára, fuvolára, két oboára, két basszetkürtre, két kürtre két trombitára, üstdobra és vonósokra íródott.
Tételei:
1. Allegro  maestoso
2. Andante
3. Allegro vivace assai

Az első tételt Viotti-hegedűversenyek induló-hangja hatja át.
A lassú tétel szerenád hangulatot ölt, a zongora a zenekarral meghitt párbeszédet folytat.
A zárótétel egészségesen vidám, vígoperai fogantatású zene. A zongora és a zenekar ötletes fordulatokban gazdag, humoros felelgetős játékot folytat.

## Ismertség, előadási gyakoriság
Közismert és az egyik legkedveltebb Mozart zongoraverseny. Népszerűségét növelte, hogy az 1967-ben készült svéd film, az Elvira Madigan a versenymű második tételét használta fel kísérőzenéül. Hangversenyen, hanglemezen, vagy elektronikus médiumokban igen gyakran hallható, népszerű darab. 2006-ban, a Mozart-év kapcsán a Magyar Rádió Bartók Rádiójának Mozart összes művét bemutató sorozatában a zongoraszólamot Alfred Brendel játszotta Radu Lupu kadenciájával, a  St. Martin-in-the-Fields Kamarazenekart Neville Marriner vezényelte.